# 위기
위기(危機)는 안전, 경제, 정치, 사회, 환경 등의 측면에서 개인, 조직, 지역 사회 또는 사회 전체에 불안정하고 위험한 상황을 초래하거나 초래할 수 있는 돌발적인 사건이다. 영어의 위기(crisis)는 그리스어의 크리시스(그리스어: κρίσις)에서 유래하였다.